# O Picapau Amarelo (série de televisão)
O Picapau Amarelo é uma série de televisão brasileira produzida pelo SBT para o serviço de streaming +SBT, estreando em 1.° de julho de 2024 no serviço ainda em fase de testes. Apesar do nome ser semelhante a um dos contos da série de livros homônima escrita por Monteiro Lobato, a obra é baseada em diversas outras histórias do universo de Lobato, assim como as demais versões televisivas do Sítio do Picapau Amarelo. Tem a adaptação e direção de Jefferson Cândido.

## Enredo
Todos os personagens do universo das fábulas se mudam para o Sítio do Picapau Amarelo após a Dona Benta (Patrícia Mayo) comprar as terras altas com o dinheiro que conseguiu no poço do Visconde de Sabugosa (Hugo Carvalho). É nesse mundo de aventuras onde Emília (Débora Gomez), Pedrinho (Felipe Lagoo) e Narizinho (Marianna Santos) viajam, passando por várias confusões, mas sempre aprendendo uma lição valiosa.

## Formato
Ao contrário das outras versões televisivas da obra de Monteiro Lobato, que se baseavam exclusivamente em histórias do próprio livro que duravam meses no ar, esta versão não busca focar em apenas um conto, sendo dividida em várias esquetes e clipes musicais a cada episódio.

## Elenco
| Intérprete                                                          | Personagem                 |
| ------------------------------------------------------------------- | -------------------------- |
| Débora Gomez                                                        | Emília                     |
| Lindainês Deterling                                                 | Emília Substantivo Próprio |
| Hugo Carvalho (1ª temporada) Tiago Bezerra (2ª temporada em diante) | Visconde de Sabugosa       |
| Felipe Lago                                                         | Pedrinho                   |
| Marianna Santos                                                     | Narizinho                  |
| Adilson de Carvalho                                                 | Marquês de Rabicó          |
| Bibba Chuqui                                                        | Tia Nastácia               |
| Patrícia Mayo                                                       | Dona Benta                 |
| Dimas Rosa                                                          | Tio Barnabé                |
| Ricardo Ferreira                                                    | Saci                       |
| Kelly Guidotti                                                      | Cuca                       |
| Andrey Alfaia                                                       | Burro Falante              |

### Participações Especiais
| Intérprete          | Personagem                           |
| ------------------- | ------------------------------------ |
| Pedro Pires         | Peter Pan                            |
| Guilherme Makowski  | Anjinho Flor das Alturas             |
| Harlley             | Minotauro                            |
| Anna Beatriz        | O Pequeno Príncipe                   |
| Adriano Arbool      | Capitão Gancho Dr. Caramujo Ali Babá |
| Luanna Jocasta      | Iara                                 |
| Benjamim Helou      | Hércules                             |
| Lindainês Deterling | Dorothy Gale Alice                   |

## Produção
Em 1999, Cintia Abravanel cogitou produzir a quinta versão televisiva do Sítio do Picapau Amarelo para exibição na programação do SBT, uma vez que o contrato entre os herdeiros do autor e a TV Globo havia chegado ao fim com o término da quarta versão televisiva da obra em 1986 e a diretora teatral possuía os direitos exclusivos das histórias para o teatro, produzindo os musicais No Reino das Águas Claras e O Terror dos Mares desde 1996, obtendo expressivo sucesso três anos depois. No entanto, Silvio Santos acabou rejeitando a sugestão e a Globo fechou no mesmo ano a aquisição dos textos de Lobato, produzindo a quinta versão e estreando-a em 2001, mas não adquiriu a versão adaptada para peças teatrais, que pertenceu à Cintia até este ano. Ciente de que a filha de Silvio Santos ainda detinha os direitos para o teatro — os quais não haviam sido comprados pela Globo — e diante da recusa inicial do apresentador, a direção do SBT voltou a se interessar pela proposta de Cintia em meados de 2000. Dessa vez, porém, foi a própria Cintia quem recusou dar continuidade ao projeto televisivo com a emissora.
Em 10 de outubro de 2021, vinte anos depois do lançamento da quinta versão na Globo, foi ao ar no Programa Silvio Santos uma pegadinha voltada ao público infantil utilizando os personagens da obra de Monteiro Lobato. Com o anúncio do rebranding do SBT Vídeos para o +SBT em novembro de 2023, foi confirmada a produção da série devido à boa recepção das pegadinhas entre os anos de 2021 e 2023, uma vez que desde 2019, as obras de Lobato passaram a estar disponíveis em domínio público. As primeiras imagens da readaptação foram divulgadas em 24 de dezembro de 2023, com o lançamento do clipe Fazendo Doce no canal da TV ZYN pelo YouTube, além da divulgação de trechos dos bastidores da obra, com as primeiras cenas sendo produzidas. Com o falecimento de Joyce Lobato em 29 de janeiro de 2024, o SBT confirmou que fechou uma parceria com os herdeiros de Monteiro Lobato para a aquisição dos textos do famoso universo do autor.

## Episódios
| Temporada | Temporada | Episódios | Episódios | Originalmente lançado |
| --------- | --------- | --------- | --------- | --------------------- |
|           | 1         | 17        | 17        | 1 de julho de 2024    |
|           | 2         | 5         | 5         | 8 de maio de 2025     |

### 1ª temporada (2024)
| #                                                                         | Título                        | Diretor           | Roteirista        | Exibição original  |
| ------------------------------------------------------------------------- | ----------------------------- | ----------------- | ----------------- | ------------------ |
| 01                                                                        | "O Marquês de Rabicó"         | Jefferson Cândido | Jefferson Cândido | 1 de julho de 2024 |
| Adapta elementos do conto O Marquês de Rabicó (1931).                     |                               |                   |                   |                    |
| 02                                                                        | "Peter Pan"                   | Jefferson Cândido | Jefferson Cândido | 1 de julho de 2024 |
| Referente à adaptação de Peter Pan (1930).                                |                               |                   |                   |                    |
| 03                                                                        | "Histórias das invenções"     | Jefferson Cândido | Jefferson Cândido | 1 de julho de 2024 |
| Referente ao livro História das invenções (1935).                         |                               |                   |                   |                    |
| 04                                                                        | "A reforma da natureza"       | Jefferson Cândido | Jefferson Cândido | 1 de julho de 2024 |
| Referente ao livro A Reforma da Natureza (1941).                          |                               |                   |                   |                    |
| 05                                                                        | "Emília no país da gramática" | Jefferson Cândido | Jefferson Cândido | 1 de julho de 2024 |
| Referente ao livro Emília no país da gramática (1934).                    |                               |                   |                   |                    |
| 06                                                                        | "O Visconde de Sabugosa"      | Jefferson Cândido | Jefferson Cândido | 1 de julho de 2024 |
| A turma do sítio percebe que o Visconde está triste e tentam animar ele.  |                               |                   |                   |                    |
| 07                                                                        | "O Anjinho da Asa Quebrada"   | Jefferson Cândido | Jefferson Cândido | 1 de julho de 2024 |
| Personagem dos livros Viagem ao céu (1932) e Memórias da Emília (1936).   |                               |                   |                   |                    |
| 08                                                                        | "O Minotauro"                 | Jefferson Cândido | Jefferson Cândido | 1 de julho de 2024 |
| Referente ao livro O Minotauro (1939).                                    |                               |                   |                   |                    |
| 09                                                                        | "O Saci"                      | Jefferson Cândido | Jefferson Cândido | 1 de julho de 2024 |
| Referente ao livro O Saci (1921).                                         |                               |                   |                   |                    |
| 10                                                                        | "Dom Quixote"                 | Jefferson Cândido | Jefferson Cândido | 1 de julho de 2024 |
| Referente ao livro Dom Quixote das Crianças (1936).                       |                               |                   |                   |                    |
| 11                                                                        | "O folclore"                  | Jefferson Cândido | Jefferson Cândido | 1 de julho de 2024 |
| A turma comemora o folclore decorando o sítio.                            |                               |                   |                   |                    |
| 12                                                                        | "O Poço do Visconde"          | Jefferson Cândido | Jefferson Cândido | 1 de julho de 2024 |
| Referente ao livro O Poço do Visconde (1937).                             |                               |                   |                   |                    |
| 13                                                                        | "Viagem ao céu"               | Jefferson Cândido | Jefferson Cândido | 1 de julho de 2024 |
| Referente ao livro Viagem ao céu (1932).                                  |                               |                   |                   |                    |
| 14                                                                        | "Capitão Gancho e os piratas" | Jefferson Cândido | Jefferson Cândido | 1 de julho de 2024 |
| Adapta elementos do livro O Picapau Amarelo (1939).                       |                               |                   |                   |                    |
| 15                                                                        | "Cuidado com a Cuca"          | Jefferson Cândido | Jefferson Cândido | 1 de julho de 2024 |
| A turma do sítio resolve visitar a Cuca e acabam se assustando com ela.   |                               |                   |                   |                    |
| 16                                                                        | "O casamento da Emília"       | Jefferson Cândido | Jefferson Cândido | 1 de julho de 2024 |
| Referente ao livro O Casamento da Emília (1991).                          |                               |                   |                   |                    |
| 17                                                                        | "O natal do Picapau Amarelo"  | Jefferson Cândido | Jefferson Cândido | 1 de julho de 2024 |
| A turma do sítio comemora o natal, mas acaba aprontando com o papai noel. |                               |                   |                   |                    |

### 2ª temporada (2025)
| #                                                                                                   | Título                         | Diretor           | Roteirista        | Exibição original |
| --------------------------------------------------------------------------------------------------- | ------------------------------ | ----------------- | ----------------- | ----------------- |
| 01                                                                                                  | "Cuca, a rainha das florestas" | Jefferson Cândido | Jefferson Cândido | 8 de maio de 2025 |
| Com a volta da Cuca, agora para valer no sítio, Emília não vai poupar esforços para brigar com ela. |                                |                   |                   |                   |

| #                                                       | Título               | Diretor           | Roteirista        | Exibição original |
| ------------------------------------------------------- | -------------------- | ----------------- | ----------------- | ----------------- |
| 02                                                      | "O pequeno príncipe" | Jefferson Cândido | Jefferson Cândido | 8 de maio de 2025 |
| Adapta elementos do livro Aventuras do Príncipe (1919). |                      |                   |                   |                   |

| # | Título                    | Diretor           | Roteirista        | Exibição original |
| --- | ------------------------- | ----------------- | ----------------- | ----------------- |
| 03 | "O aniversário da Emília" | Jefferson Cândido | Jefferson Cândido | 8 de maio de 2025 |
| Se aproxima o aniversário da Emília e ela está triste por não ter uma festa, mas a turma do sítio prepara uma surpresa especial à ela. |                           |                   |                   |                   |

| #                                                                        | Título                  | Diretor           | Roteirista        | Exibição original |
| ------------------------------------------------------------------------ | ----------------------- | ----------------- | ----------------- | ----------------- |
| 04                                                                       | "A Cuca volta a atacar" | Jefferson Cândido | Jefferson Cândido | 8 de maio de 2025 |
| A Cuca reaparece no sítio e faz a Tia Nastácia ser a sua próxima vítima. |                         |                   |                   |                   |

| #                                                               | Título                | Diretor           | Roteirista        | Exibição original |
| --------------------------------------------------------------- | --------------------- | ----------------- | ----------------- | ----------------- |
| 05                                                              | "A força de Hércules" | Jefferson Cândido | Jefferson Cândido | 8 de maio de 2025 |
| Adapta elementos do livro Os Doze Trabalhos do Hércules (1944). |                       |                   |                   |                   |

## Exibição
Está sendo exibida no SBT desde 12 de outubro de 2024, ocupando a faixa matinal do canal aos sábados.

## Trilha sonora

### O Picapau Amarelo
O primeiro volume foi lançado em 5 de outubro de 2023, com a série ainda em produção, nas plataformas de streaming e reúne todos os instrumentais tocados pelo Grupo MS. Em 5 de janeiro de 2024, foi lançado um compilado com as canções sendo interpretadas por Gi Porpetta, Coral Teatro Imprensa, Eduardo Ramos, Marianna Santos e Bibba Chuqui.
Lista de Faixas
| N.º            | Título                       | Artista        | Duração |  |
| 1.             | "Experiências do Visconde"   | Grupo MS       | 1:48    |  |
| 2.             | "Anjinho do Céu"             | Grupo MS       | 2:02    |  |
| 3.             | "As Aventuras de Fidalgo"    | Grupo MS       | 1:31    |  |
| 4.             | "Histórias da Dona Benta"    | Grupo MS       | 2:55    |  |
| 5.             | "Boneca de Pano (Playback)"  | Grupo MS       | 1:52    |  |
| 6.             | "Homem Touro"                | Grupo MS       | 1:43    |  |
| 7.             | "O Labirinto do Touro"       | Grupo MS       | 2:11    |  |
| 8.             | "Eterno Menino"              | Grupo MS       | 2:00    |  |
| 9.             | "Ronco do Rabicó"            | Grupo MS       | 1:30    |  |
| 10.            | "Viola de Sabugosa"          | Grupo MS       | 1:56    |  |
| 11.            | "Olha o Visconde (Playback)" | Grupo MS       | 2:32    |  |
| 12.            | "Cantiga de Catira"          | Grupo MS       | 1:08    |  |
| 13.            | "Cara de Coruja Seca"        | Grupo MS       | 2:00    |  |
| 14.            | "Lanche da Tarde"            | Grupo MS       | 1:39    |  |
| 15.            | "Noite na Mata"              | Grupo MS       | 1:38    |  |
| 16.            | "Peripécias e Joguetes"      | Grupo MS       | 2:01    |  |
| 17.            | "Um Dia no Sítio"            | Grupo MS       | 1:58    |  |
| Duração total: | Duração total:               | Duração total: | 32:00   |  |

Outras canções:
- "Boneca de Pano", Gi Porpetta
- "Faz de Conta", Gi Porpetta
- "Xique Xique Plim", Gi Porpetta
- "Rock da Cuca", Gi Porpetta
- "De Conta em Faz de Conta", Bibba Chiqui
- "Pontos Cordiais", Bibba Chuqui
- "Higiene Divertida", Bibba Chuqui
- "Abecedário do Sítio", Bibba Chuqui
- "O Picapau Amarelo", Gi Porpetta
- "Sonhos de Narizinho", Gi Porpetta
- "Pedrinho Astuto", Gi Porpetta
- "Faz de Conta", Coro Teatro Imprensa
- "Navio Fantasma", Eduardo Ramos
- "Fazendo Doce", Bibba Chuqui
- "No Clima da Polca", Eduardo Ramos

### O Picapau Amarelo Volume 2
O segundo volume foi lançado junto com a série em 1.° de julho de 2024 nas plataformas de streaming e une os instrumentais do Grupo MS e duas canções interpretadas pela atriz Marianna Santos.
Lista de faixas
| N.º            | Título                        | Artista                    | Duração |  |
| 1.             | "Faz de Conta"                | Grupo MS                   | 1:37    |  |
| 2.             | "Cuca Biruta"                 | Grupo MS                   | 2:32    |  |
| 3.             | "A Força de Hércules"         | Grupo MS                   | 3:16    |  |
| 4.             | "Iara Mãe D'Água"             | Grupo MS                   | 3:31    |  |
| 5.             | "Melo da Amizade"             | Grupo MS e Marianna Santos | 2:42    |  |
| 6.             | "Pirlimpimpim"                | Grupo MS                   | 2:32    |  |
| 7.             | "No Reino das Águas Claras"   | Grupo MS                   | 2:50    |  |
| 8.             | "O Tio Barnabé"               | Grupo MS                   | 2:02    |  |
| 9.             | "Chula"                       | Grupo MS                   | 1:05    |  |
| 10.            | "Oh Tia Nastácia"             | Grupo MS                   | 2:37    |  |
| 11.            | "Parabéns do Picapau Amarelo" | Grupo MS                   | 3:07    |  |
| 12.            | "Pequeno Príncipe Sonhador"   | Grupo MS                   | 2:48    |  |
| 13.            | "Vovó Tesouro Maior"          | Grupo MS e Marianna Santos | 2:38    |  |
| Duração total: | Duração total:                | Duração total:             | 33:24   |  |

## Recepção
Após o lançamento no dia 1.° de julho de 2024, as diferenças da série com as adaptações anteriores causaram frustração entre o público. Fernando Melo, escrevendo para a Área Vip, reconhece as diferenças, mas nota que a série busca se comunicar com a Geração Z.
Apesar das comparações e dos memes que saíram sobre o produto, a série acabou tendo uma recepção positiva entre as crianças e sua exibição na TV vinha garantindo índices dentro do esperado, além de assumir a vice-liderança nas manhãs de sábado, conseguindo assim a renovação para uma segunda temporada em 2025.

## Prêmios e indicações
| Ano  | Prêmio          | Categoria                | Nomeação          | Resultado | Ref. |
| ---- | --------------- | ------------------------ | ----------------- | --------- | ---- |
| 2024 | Troféu Internet | Melhor Conteúdo Infantil | Jefferson Cândido | Indicado  |      |
| 2024 | Troféu Imprensa | Melhor Conteúdo Infantil | Jefferson Cândido | Indicado  |      |